# Сан Мартино ала Палма (Фиренца)
Сан Мартино ала Палма је насеље у Италији у округу Фиренца, региону Тоскана.
Према процени из 2011. у насељу је живело 634 становника. Насеље се налази на надморској висини од 154 м.